# كأس مدغشقر
كأس مدغشقر (بالفرنسية: Coupe de Madagascar)‏ ، هي بطولة رسمية لكرة القدم في مدغشقر ، أسست سنة 1974م.

## وصلة خارجية
- http://www.rsssf.com/tablesm/madagcuphist.html